# Похідна Лі
Похідна Лі тензорного поля {\displaystyle Q} за напрямком векторного поля {\displaystyle X} — головна лінійна частина приросту тензорного поля {\displaystyle Q} при його перетворенні, яке індуковане локальною однопараметричною групою дифеоморфізмів многовиду, що породжена полем {\displaystyle X}.
Зазвичай позначається {\displaystyle {\mathcal {L}}_{X}Q}.

## Означення

### Аксіоматичне
Похідна Лі повністю означається наступними своїми властивостями.
Таке означення найбільш зручне для практичних обчислень, але вимагає доведення існування.
- Похідна Лі {\displaystyle {\mathcal {L}}_{X}f} від скалярного поля {\displaystyle f} є похідною {\displaystyle f} за напрямком {\displaystyle X}.
{\displaystyle {\mathcal {L}}_{X}f=Xf.}
- Похідна Лі {\displaystyle {\mathcal {L}}_{X}Y} від векторного поля {\displaystyle Y} є дужка Лі векторних полів.
{\displaystyle {\mathcal {L}}_{X}Y=[X,Y].}
- Для довільних векторних полів 1-форми {\displaystyle \alpha } виконується рівність
{\displaystyle ({\mathcal {L}}_{X}\alpha )(Y)=(d\alpha )(X,Y)+Y\alpha (X)=X\alpha (Y)-\alpha ([X,Y]).}
- (правило Лейбніца) Для довільних тензорних полів S і T, виконується
{\displaystyle {\mathcal {L}}_{X}(S\otimes T)=({\mathcal {L}}_{X}S)\otimes T+S\otimes ({\mathcal {L}}_{X}T).}

У явному виді, якщо T є тензорним полем типу (p, q) і α1, α2, ..., αq є гладкими кодотичними векторними полями (диференціальними 1-формами), а Y1, Y2, ..., Yp є гладкими векторними полями тоді похідна Лі T по напрямку X є тензорним полем того ж типу, що задається як
{\displaystyle ({\mathcal {L}}_{Y}T)(\alpha _{1},\alpha _{2},\ldots ,Y_{1},Y_{2},\ldots )=Y(T(\alpha _{1},\alpha _{2},\ldots ,Y_{1},Y_{2},\ldots ))}
{\displaystyle -T({\mathcal {L}}_{X}\alpha _{1},\alpha _{2},\ldots ,Y_{1},Y_{2},\ldots )-T(\alpha _{1},{\mathcal {L}}_{X}\alpha _{2},\ldots ,Y_{1},Y_{2},\ldots )-\ldots }
{\displaystyle -T(\alpha _{1},\alpha _{2},\ldots ,{\mathcal {L}}_{X}Y_{1},Y_{2},\ldots )-T(\alpha _{1},\alpha _{2},\ldots ,X_{1},{\mathcal {L}}_{X}Y_{2},\ldots )-\ldots }

### Через потік
Нехай {\displaystyle M} — {\displaystyle n}-вимірний гладкий многовид і {\displaystyle X} — векторне поле на {\displaystyle M^{n}}.
Розглянемо потік {\displaystyle \Gamma _{X}^{t}:M\to M} за {\displaystyle X}, що визначається співвідношенням:
{\displaystyle {\frac {d}{dt}}\Gamma _{X}^{t}(p)=X_{\Gamma _{X}^{t}(p)}.} Для кожної точки {\displaystyle p\in M} існує такий окіл {\displaystyle m\in U\subset M} і число {\displaystyle b\in \mathbb {R} ,} що потік {\displaystyle \Gamma _{X}^{t}} є визначений і взаємно однозначний для всіх {\displaystyle n\in U} і {\displaystyle t\in (-b,b)} і також для кожного такого t відображення {\displaystyle \Gamma _{X}^{t}} буде дифеоморфізмом із U. Також якщо {\displaystyle t,s,t+s\in (-b,b)} то {\displaystyle \Gamma _{X}^{(t+s)}=\Gamma _{X}^{t}\circ \Gamma _{X}^{s}} тобто потік задає однопараметричну сім'ю локальних дифеоморфізмів.
Нехай тепер T є тензорним полем типу (p, q) і α1, α2, ..., αq є гладкими кодотичними векторними полями (диференціальними 1-формами), а Y1, Y2, ..., Yp є гладкими векторними полями. 
Розглянемо взаємнообернені дифеоморфізми {\displaystyle \Gamma _{X}^{t}} і {\displaystyle (\Gamma _{X}^{t})^{-1}} задані за умов вказаних вище. Якщо {\displaystyle m\in U} то {\displaystyle T(\Gamma _{X}^{t}(m))} є тензором типу (p, q) на дотичному просторі многовида у точці {\displaystyle \Gamma _{X}^{t}(p).} За допомогою дифеоморфізмів {\displaystyle \Gamma _{X}^{t}} і {\displaystyle (\Gamma _{X}^{t})^{-1}} цей тензор можна «переслати» на дотичний простір у точці m. А саме зворотний тензора щодо відображення тензора типу (p, q) щодо дифеоморфізму {\displaystyle \Gamma _{X}^{t}} (позначається {\displaystyle (\Gamma _{X}^{t})^{*}T}) називається тензор, що у точці p є рівним:
{\displaystyle (\Gamma _{X}^{t})^{*}T(\alpha _{1},\ldots ,\alpha _{q},Y_{1},\ldots ,Y_{p})_{m}=T(((\Gamma _{X}^{t})^{-1})^{*}\alpha _{1},\ldots ,((\Gamma _{X}^{t})^{-1})^{*}\alpha _{q},d\Gamma _{X}^{t}Y_{1},\ldots ,d\Gamma _{X}^{t}Y_{p})_{\Gamma _{X}^{t}(m)}.}
У цьому виразі нижні індекси у кінці кожної сторін вказують у яких точках розглядаються відповідні тензори, {\displaystyle d\Gamma _{X}^{t}} позначає диференціал відображення, а {\displaystyle ((\Gamma _{X}^{t})^{-1})^{*}} — зворотне відображення диференційних форм при відображенні {\displaystyle \Gamma _{X}^{t})^{-1},} тобто для довільної диференціальної форми {\displaystyle \alpha } у точці m і вектора Y у точці {\displaystyle \Gamma _{X}^{t}(m)} за означенням {\displaystyle ((\Gamma _{X}^{t})^{-1})^{*}\alpha (Y)=\alpha (d(\Gamma _{X}^{t})^{-1}).}
Похідна Лі може бути означена як
{\displaystyle {\mathcal {L}}_{X}T={\frac {d}{dt}}(\Gamma _{X}^{t})^{*}T|_{t=0}=\lim _{t\to 0}{\frac {(\Gamma _{X}^{t})^{*}T_{\Gamma _{X}^{t}(m)}-T_{m}}{t}}.}

### Еквівалентність означень
Якщо тензорне поле є скалярним полем, тобто гладкою функцією f, то {\displaystyle (\Gamma _{X}^{t})^{*}f=f(\Gamma _{X}^{t})} і {\displaystyle \lim _{t\to 0}{\frac {f(\Gamma _{X}^{t})-f(m)}{t}}=Xf,} що доводить еквівалентність у цьому випадку.
Якщо тензорне поле є векторним полем Y, то {\displaystyle {\mathcal {L}}_{X}Y=[X,Y]} і еквівалентність одержується із еквівалентності різних означень дужок Лі у статті дужка Лі векторних полів.
Доведемо також еквівалентність у випадку коваріантних тензорів (зокрема диференціальних форм). Для цього спершу зауважимо, що за означенням для будь-якого дифеоморфізма {\displaystyle \varphi :M\to M} для будь якого p-коваріантного тензора {\displaystyle T} і векторних полів {\displaystyle Y_{1},\ldots ,Y_{p}} зворотне відображення коваріантного тензора задовольняє рівності {\displaystyle \varphi ^{*}T(Y_{1},\ldots ,Y_{p})_{m}=T(d\varphi Y_{1},\ldots ,d\varphi Y_{p}))_{\varphi _{m}}.}
Звідси:
{\displaystyle \lim _{t\to 0}{\frac {(\Gamma _{X}^{t})^{*}T_{\Gamma _{X}^{t}(m)}(Y_{1},\ldots ,Y_{p})-T_{m}(Y_{1},\ldots ,Y_{p})}{t}}=\lim _{t\to 0}{\frac {T(d\Gamma _{X}^{t}Y_{1},\ldots ,d\Gamma _{X}^{t}Y_{p}))_{\Gamma _{X}^{t}(m)}-T(Y_{1},\ldots ,Y_{p}))_{\Gamma _{X}^{t}(m)}}{t}}+\lim _{t\to 0}{\frac {T(Y_{1},\ldots ,Y_{p}))_{\Gamma _{X}^{t}(m)}-T(Y_{1},\ldots ,Y_{p})_{m}}{t}}.}
Другий доданок у попередньому виразі за означення є рівним {\displaystyle X(T(Y_{1},\ldots ,Y_{p}))} у точці m. 
Перший доданок можна записати як:
{\displaystyle {\begin{aligned}\lim _{t\to 0}{\frac {T(d\Gamma _{X}^{t}Y_{1},\ldots ,d\Gamma _{X}^{t}Y_{p}))_{\Gamma _{X}^{t}(m)}-T(Y_{1},\ldots ,Y_{p}))_{\Gamma _{X}^{t}(m)}}{t}}=\\\lim _{t\to 0}{\frac {T(d\Gamma _{X}^{t}Y_{1},\ldots ,d\Gamma _{X}^{t}Y_{p}))_{\Gamma _{X}^{t}(m)}-T(Y_{1},d\Gamma _{X}^{t}Y_{2},\ldots ,d\Gamma _{X}^{t}Y_{p})))_{\Gamma _{X}^{t}(m)}}{t}}+\\\lim _{t\to 0}{\frac {T(Y_{1},d\Gamma _{X}^{t}Y_{2},\ldots ,d\Gamma _{X}^{t}Y_{p})))_{\Gamma _{X}^{t}(m)}-T(Y_{1},Y_{2},d\Gamma _{X}^{t}Y_{3},\ldots ,d\Gamma _{X}^{t}Y_{p})))_{\Gamma _{X}^{t}(m)}}{t}}+\\\ldots +\\\lim _{t\to 0}{\frac {T(Y_{1},Y_{2},\ldots ,Y_{p-1},d\Gamma _{X}^{t}Y_{p})))_{\Gamma _{X}^{t}(m)}-T(Y_{1},Y_{2},\ldots ,Y_{p})))_{\Gamma _{X}^{t}(m)}}{t}}=\\-\sum _{i=1}^{p}T(Y_{1},\ldots ,[X,Y_{i}],\ldots ,Y_{p}).\end{aligned}}}
Остання рівність одержується із того, що {\displaystyle {\frac {T(Y_{1},Y_{2},\ldots ,Y_{i-1},d\Gamma _{X}^{t}Y_{i},\ldots ,d\Gamma _{X}^{t}Y_{p})_{\Gamma _{X}^{t}(m)}-T(Y_{1},Y_{2},\ldots ,Y_{i-1},Y_{i},\ldots ,d\Gamma _{X}^{t}Y_{p})_{\Gamma _{X}^{t}(m)}}{t}}=T\left(Y_{1},Y_{2},\ldots ,Y_{i-1},{\frac {d\Gamma _{X}^{t}Y_{i}-Y_{i}}{t}},\ldots ,d\Gamma _{X}^{t}Y_{p}\right)_{\Gamma _{X}^{t}(m)}.}Тоді, зважаючи на те, що всі векторні поля {\displaystyle (Y_{i})_{\Gamma _{X}^{t}}}, диференціали {\displaystyle d\Gamma _{X}^{t}} і тензори {\displaystyle T_{\Gamma _{X}^{t}}} неперервно залежать від t, то границі {\displaystyle (Y_{i})_{\Gamma _{X}^{t}}} і {\displaystyle d\Gamma _{X}^{t}Y_{i}} при {\displaystyle t\to 0} є рівними {\displaystyle (Y_{i})_{m},} а границя {\displaystyle T_{\Gamma _{X}^{t}}} є рівною {\displaystyle T_{m}.}
Окрім того {\displaystyle \lim _{t\to 0}{\frac {(d\Gamma _{X}^{t}Y_{i}-Y_{i})_{\Gamma _{X}^{t}}}{t}}=\lim _{t\to 0}(d\Gamma _{X}^{t})\left({\frac {Y_{i}-(d\Gamma _{X}^{t})^{-1}Y_{i}}{t}}\right)_{m}=-\lim _{t\to 0}(d\Gamma _{X}^{t})[X,Y_{i}]_{m},}
де остання рівність випливає із вказаної вище властивості для дужки Лі. Оскільки {\displaystyle d\Gamma _{X}^{0}} є одиничним перетворенням, а {\displaystyle d\Gamma _{X}^{t}} є неперервною по сукупності усіх аргументів, то остаточно {\displaystyle \lim _{t\to 0}{\frac {(d\Gamma _{X}^{t}Y_{i}-Y_{i})_{\Gamma _{X}^{t}}}{t}}=-[X,Y_{i}]_{m}.}
Разом одержується вираз для похідної Лі.
Зокрема для 1-форми {\displaystyle \alpha } звідси відразу випливає, що {\displaystyle ({\mathcal {L}}_{X}\alpha )(Y)=X\alpha (Y)-\alpha ([X,Y]).}
Для загального тензора доведення аналогічне лише застосовується більш загальна рівність {\displaystyle \varphi ^{*}T(\alpha _{1},\ldots ,\alpha _{q},Y_{1},\ldots ,Y_{p})_{m}=T((\varphi ^{-1})^{*}\alpha _{1},\ldots ,(\varphi ^{-1})^{*}\alpha _{q},d\varphi Y_{1},\ldots ,d\varphi Y_{p}))_{\varphi _{m}}.}
Після цього як і вище розписується сума і використовуються вказані вище властивості для векторів і 1-форм. В порівнянні із попереднім частковим випадком єдиною принциповою відмінністю є те, що потрібно знайти границю {\displaystyle \lim _{t\to 0}{\frac {((\Gamma _{X}^{t})^{-1})^{*}\alpha _{i}-\alpha _{i})_{\Gamma _{X}^{t}}}{t}}.} Із доведеного вище, а також властивостей {\displaystyle ((\Gamma _{X}^{t})^{-1})^{*}} одержується, що {\displaystyle \lim _{t\to 0}{\frac {((\Gamma _{X}^{t})^{-1})^{*}\alpha _{i}-\alpha _{i})_{\Gamma _{X}^{t}}}{t}}=-{\mathcal {L}}_{X}\alpha .} В іншому доведення аналогічне до попереднього.

## Вираз у координатах
{\displaystyle {\mathcal {L}}_{\xi }f=\xi ^{k}\partial _{k}f},
де {\displaystyle f} — скаляр.
{\displaystyle {\mathcal {L}}_{\xi }y=\xi ^{k}\partial _{k}y^{i}-y^{k}\partial _{k}\xi ^{i}},
де {\displaystyle y} — вектор, а {\displaystyle y^{i}} — його компоненти.
{\displaystyle {\mathcal {L}}_{\xi }\omega =\xi ^{k}\partial _{k}\omega _{i}+\omega _{k}\partial _{i}\xi ^{k}},
де {\displaystyle \omega } — 1-форма, а {\displaystyle \omega _{i}} — її компоненти.
{\displaystyle {\mathcal {L}}_{\xi }g=\xi ^{k}\partial _{k}g_{ij}+\partial _{i}\xi ^{k}g_{kj}+\partial _{j}\xi ^{k}g_{ik}},
де {\displaystyle g} — 2-форма (метрика), а {\displaystyle g_{ij}} — її компоненти.

## Похідна Лі для тензорного поля у неголономному репері
Нехай тензорне поле К типу (p, q) задано в неголономному репері {\displaystyle \{e_{\alpha }\}}, тоді його похідна Лі вздовж векторного поля Х задається наступною формулою:
{\displaystyle ({\mathcal {L}}_{X}K)_{(\beta )}^{(\alpha )}=XK_{(\beta )}^{(\alpha )}-\{K_{(\beta )}^{(\alpha )}P_{*}^{*}\}},
де {\displaystyle (\alpha )=(\alpha _{1}...\alpha _{p}),(\beta )=(\beta _{1}...\beta _{q})}, і введені наступні позначення:
{\displaystyle \{K_{(\beta )}^{(\alpha )}P_{*}^{*}\}=\sum _{s=1}^{p}K_{(\beta )}^{\alpha _{1}...\sigma ...\alpha _{p}}P_{\sigma }^{\alpha _{s}}-\sum _{s=1}^{q}K_{\beta _{1}...\sigma ...\beta _{q}}^{(\alpha )}P_{\beta _{s}}^{\sigma }},
{\displaystyle P_{\beta }^{\alpha }=e_{\beta }\xi ^{\alpha }-R_{\sigma \beta }^{\alpha }\xi ^{\sigma }}
{\displaystyle R_{\alpha \beta }^{\sigma }e_{\sigma }=[e_{\alpha },e_{\beta }]} — об’єкт неголономності.

## Властивості
- {\displaystyle {\mathcal {L}}_{X}(s)} {\displaystyle \mathbb {R} }-лінійно за {\displaystyle X} і за {\displaystyle s}. Тут {\displaystyle s} — довільне тензорне поле.
- Похідна Лі — диференціювання на кільці тензорних полів.
- На супералгебрі зовнішніх форм похідна Лі є диференціюванням і однорідним оператором ступеня 0.
- Нехай {\displaystyle v} і {\displaystyle u} — векторні поля на многовиді, тоді

{\displaystyle [{\mathcal {L}}_{v},{\mathcal {L}}_{u}]={\mathcal {L}}_{v}{\mathcal {L}}_{u}-{\mathcal {L}}_{u}{\mathcal {L}}_{v}}
є диференціюванням алгебри {\displaystyle C^{\infty }(M)}, тому існує векторне поле {\displaystyle [v,u]}, що називається дужкою Лі векторних полів (також дужка Пуассона або комутатор), для якого
{\displaystyle {\mathcal {L}}_{[v,u]}=[{\mathcal {L}}_{v},{\mathcal {L}}_{u}].}
- Формула гомотопії. {\displaystyle {\mathcal {L}}_{v}=i_{v}d+di_{v}}. Тут {\displaystyle i_{v}} — оператор внутрішнього диференціювання форм. ({\displaystyle (i_{v}\omega )(X_{1},\dots ,X_{k-1})=\omega (v,X_{1},\dots ,X_{k-1}})
- Як наслідок, {\displaystyle {\mathcal {L}}_{X}d\omega =d{\mathcal {L}}_{X}\omega ,\;\omega \in \Lambda ^{*}(M)}
- {\displaystyle {\mathcal {L}}_{X}(s)=\mathop {vpr} _{F}(Ts\circ X-X^{F}\circ s)}. Тут {\displaystyle s} — гладкий перетин (природного) векторного розшарування {\displaystyle F} (наприклад, будь-яке тензорне поле), {\displaystyle X^{F}} — підняття векторного поля {\displaystyle X} на {\displaystyle F}, {\displaystyle \mathop {vpr} _{F}} — оператор вертикального проектування на {\displaystyle F}.